# Dan Atanasiu
Dan Atanasiu (ur. 2 grudnia 1955 w Timișoarze) – rumuński pianista, dwukrotnie wyróżniony w Międzynarodowym Konkursie Pianistycznym im. Fryderyka Chopina.

## Życiorys
Pochodzi z Timișoary, zaczął uczyć się gry na pianinie w wieku 5 lat, a zadebiutował w 1968 w Bukareszcie. 
Ukończył Uniwersytet Muzyczny w Bukareszcie w klasie fortepianu, jego profesorami byli Ana Pitis oraz Ioana Minei. Studiował również w Pradze.
W 1978 zdobył pierwszą nagrodę w Bordeaux Piano Competition. W 1981 zajął trzecie miejsce w Épinal International Piano Competition. W 1975 oraz 1980 roku był półfinalistą IX oraz X Międzynarodowego Konkursu Pianistycznego im. Fryderyka Chopina, zdobywając wyróżnienie Ministra Kultury i Sztuki. 
W 1983 zdobył trzecią nagrodę w Dino Ciani Competition for Young Pianists, a w 1984 piątą w Montreal International Music Competition.
W latach 1980–1993 był solistą Filharmonii „George Enescu” w Bukareszcie.
W 1982 roku nagrał I, II koncert fortepianowy oraz Scherzo b-moll Fryderyka Chopina, Orkiestrą Filharmonii w Timișoarze dyrygował Nicolae Bobok. Nagranie wydała wytwórnia Elektrecord. Nagrywał płyty dla Electrecordu i Polskich Nagrań, ma także w dorobku nagrania radiowe dla stacji radiowych w Rumunii, Polsce i Francji.
Krótko po emigracji do Kanady zdiagnozowano u niego dystonię ogniskową, która dotyczyła jego prawej ręki i uniemożliwiła występy. Skupił się wtedy na pracy pedagogicznej.
W 1996 stał się ofiarą nietypowego wypadku. Miał wystąpić w grudniu 1996 w Toronto, jednak poślizgnął się na skórce od banana i doznał kontuzji, która uniemożliwiła mu występ.
Bywa jurorem konkursów fortepianowych, np. Międzynarodowego Festiwalu im. George Enescu w 2018.